# 武乡千佛塔
武乡千佛塔，位于山西省长治市武乡县县城丰州镇中心广场。

## 历史
武乡千佛塔原为段村东门外的净业庵。由高僧阎福江主持修造。清康熙三十八年（1699年）开工，康熙四十九年（1710年）落成。抗日战争期间，武乡县城毁成焦土，县治迁往段村。净业庵已毁，千佛塔仍存。

## 建筑
武乡千佛塔八角十三级，攒尖顶，高30余米，底部直径8米。

## 保护
1999年11月2日，千佛塔（含玉贞观）公布为第三批长治市文物保护单位。2016年6月6日，玉贞观公布为山西省文物保护单位。